# Johan Ponsioen
Johannes Bernardus (Johan) Ponsioen (Hatert, Nijmegen, 25 juli 1900 - Amersfoort, 26 april 1969) was een Nederlands kunstschilder.

## Leven en werk
Ponsioen verhuisde met zijn ouders op zijn vijfde naar Tiel. Beïnvloed door zijn vader koos hij aanvankelijk voor het beroep van onderwijzer. Later behaalde hij de akte MO-tekenen en werd tekenleraar op de katholieke jongensschool Thomas van Aquino. Ook werkte hij onder meer als graveur voor Daalderop.
Ponsioens artistieke werk kan in drie periodes verdeeld worden. De eerste periode was de leerperiode tot ongeveer 1934. Ponsioen schilderde in een academische, romantische, soms impressionistische stijl. Inspirerende schilders waren voor hem Floris Verster, Jan Sluyters en Anselm Feuerbach. Op het eind van deze periode neemt hij voor het eerst deel aan exposities.
De tweede periode was van 1934 tot 1947. De periode van het 'magisch realisme', een belangrijke, typisch Nederlandse stijlvorm die de Nederlandse kunst in de jaren dertig domineerde. Heden ten dage staat deze stijl opnieuw in het centrum van de belangstelling. Deze periode was zowel kwalitatief en kwantitatief de meest productieve in Ponsioens artistieke leven. In deze fase schilderde hij ongeveer honderd werken die zowel toen als nu algemeen als zijn topwerken beschouwd worden. Schilders waarmee hij zich in deze tijd verbonden voelde waren onder andere Dick Ket (met wiens ouders hij na Kets dood intensief contact onderhield), Johan Mekkink, Edgar Fernhout, Eppo Doeve, Gerrit Mink, Gerrit van 't Net, Jan van Tongeren, Pyke Koch, Wim Schuhmacher, Raoul Hynckes, Carel Willink en Jacques Seelen. Naast deze tijdgenoten liet Ponsioen zich ook inspireren door schilders uit de 15e, 16e en 17e eeuw als Hans Memling, Jan van Eyck, Geertgen tot Sint Jans, Hans Holbein, Gabriel Metsu en Rogier van der Weyden.
De derde periode was van 1947 tot 1969. In deze eclectische periode maakt zijn liefde voor perfecte afbeelding van details plaats voor een 'alla prima' stijl. Het palet wordt lichter en kleurrijker.
Ponsioens totale oeuvre bestaat uit ongeveer zeshonderd schilderijen, vooral portretten en stillevens. Ook maakte hij grafisch werk, en kerkramen en kruiswegen in glas in lood.
Hij was lid van kunstenaarsgenootschappen als Arti et Amicitiae, Maatschappij Rembrandt, Sint Lucas en Pictura Veluvensis. In zijn actieve leven heeft hij aan ongeveer dertig tentoonstellingen deelgenomen, zowel in Nederland als in andere Europese landen. Tevens heeft hij een aantal solo-exposities gehad, onder andere in Tiel (waar hij het langst gewoond heeft) en in Nijmegen, zijn geboortestad. De kritieken uit die tijd zijn vrijwel zonder uitzondering lovend. 
Zijn werk is verkocht aan musea zoals het Scheringa Museum voor Realisme, galerieën en privé-personen in Nederland, Frankrijk, Zweden en vooral in de Verenigde Staten. Werk van hem bevindt zich ook in de collectie van het Flipje & Streekmuseum te Tiel. In de rijkscollectie (Rijksdienst voor het Cultureel Erfgoed) bevindt zich een zelfportret van hem uit 1941. In de Tielse binnenstad zijn sinds 2018 op verschillende plaatsen reproducties van zijn werk te zien.

## Trivia
Ponsioen was in de jaren dertig als violist verbonden aan Het Gelders Orkest.